# Howard County (Nebraska)
Howard County ist ein County im Bundesstaat Nebraska der Vereinigten Staaten. Der Verwaltungssitz (County Seat) ist Saint Paul, das nach J. N. und N. J. Paul, zwei frühen Siedlern, benannt wurde.

## Geographie
Das County liegt östlich des geographischen Zentrums von Nebraska und hat eine Fläche von 1491 Quadratkilometern, wovon 16 Quadratkilometer Wasserfläche sind. Es grenzt im Uhrzeigersinn an folgende Countys: Merrick County, Hall County, Buffalo County, Sherman County und Greeley County.

## Geschichte
Howard County wurde 1871 gebildet. Benannt wurde es nach dem Unions-General Oliver Otis Howard.
Zwei Orte haben den Status einer National Historic Landmark, die archäologischen Fundstätten Coufal Site und Palmer Site. Sechs Bauwerke und Stätten des Countys sind insgesamt im National Register of Historic Places eingetragen (Stand 11. Februar 2018).

## Demografische Daten

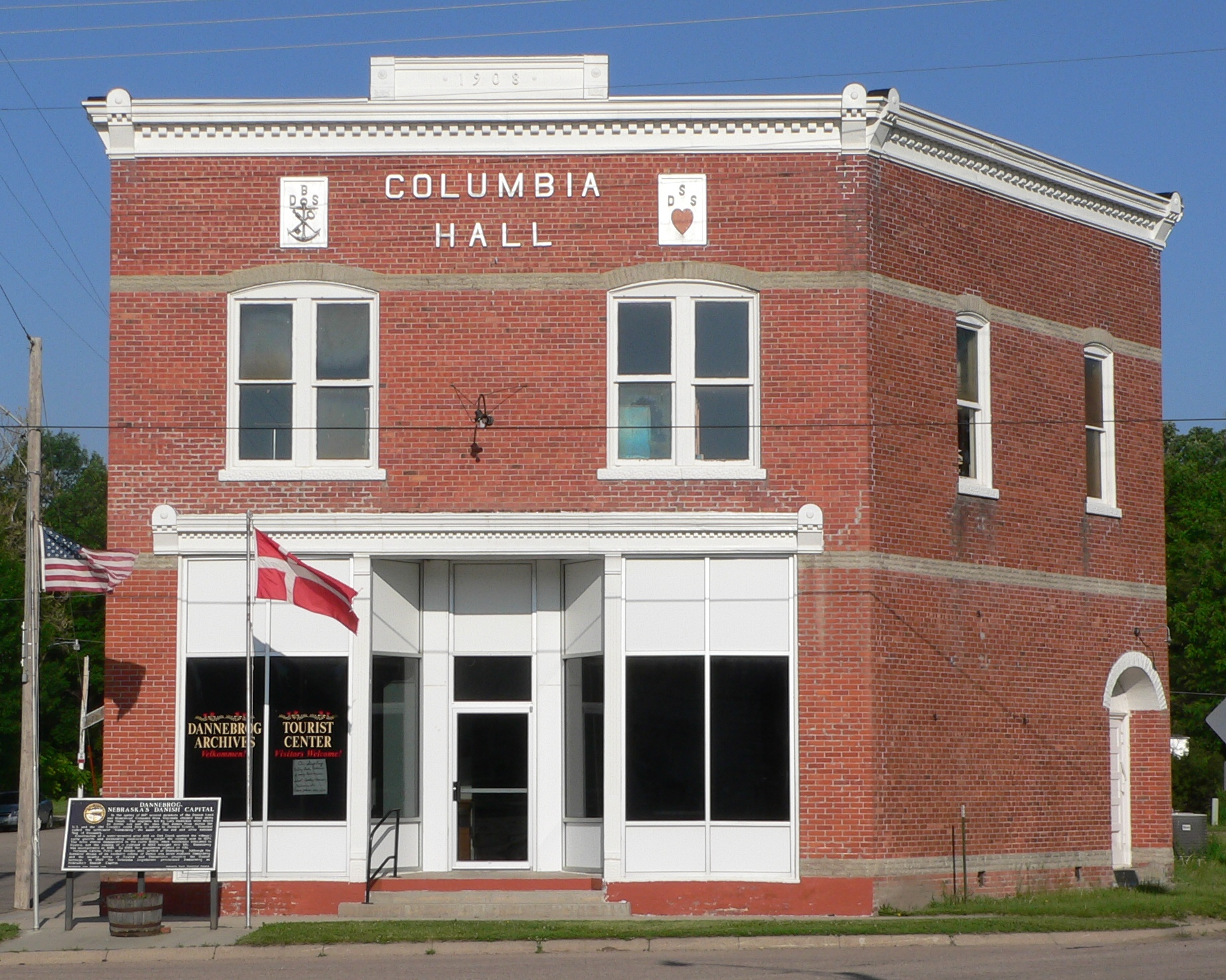
Columbia Hall, gelistet im NRHP

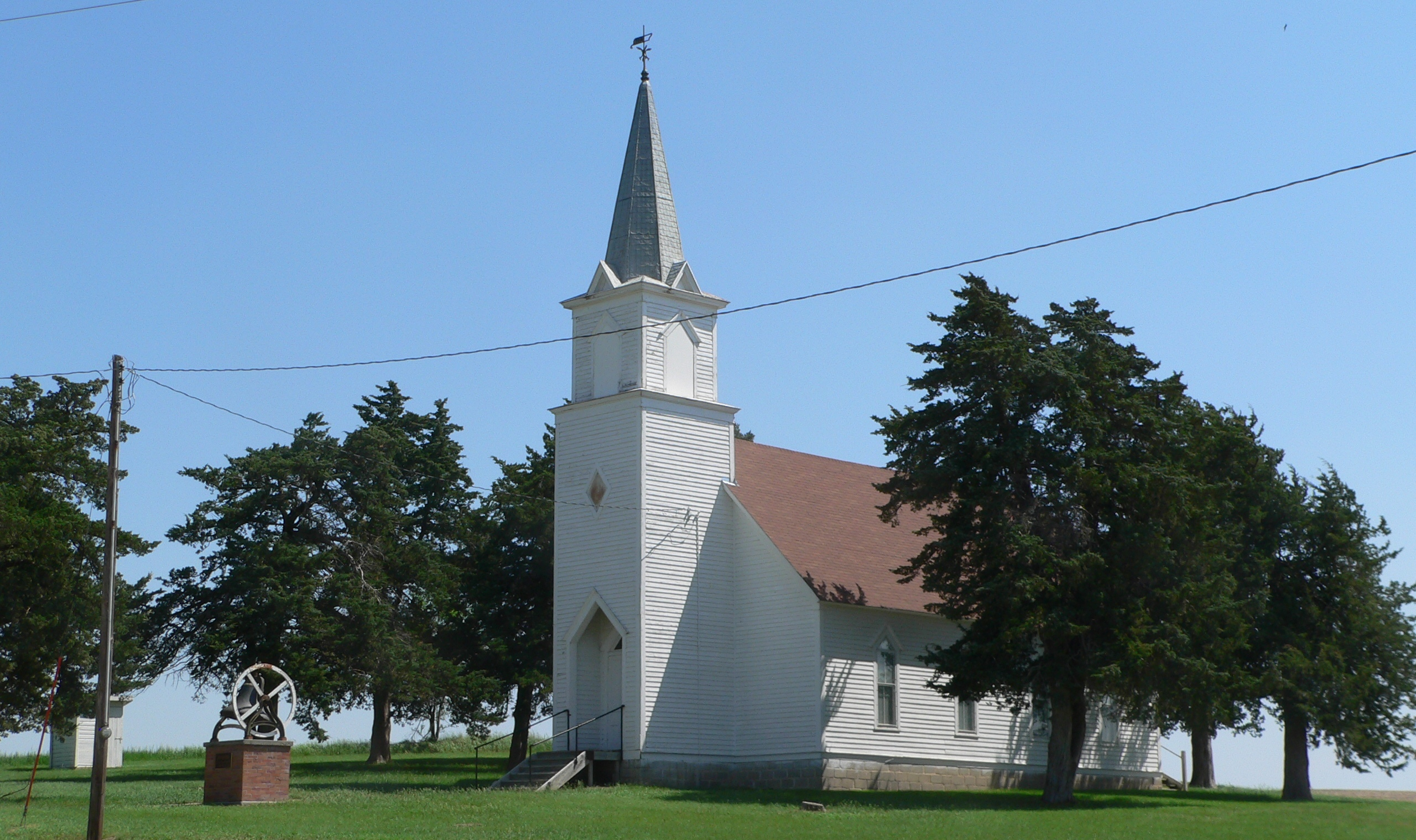
Dannevirke Danish Lutheran Church and Community Hall, gelistet im NRHP

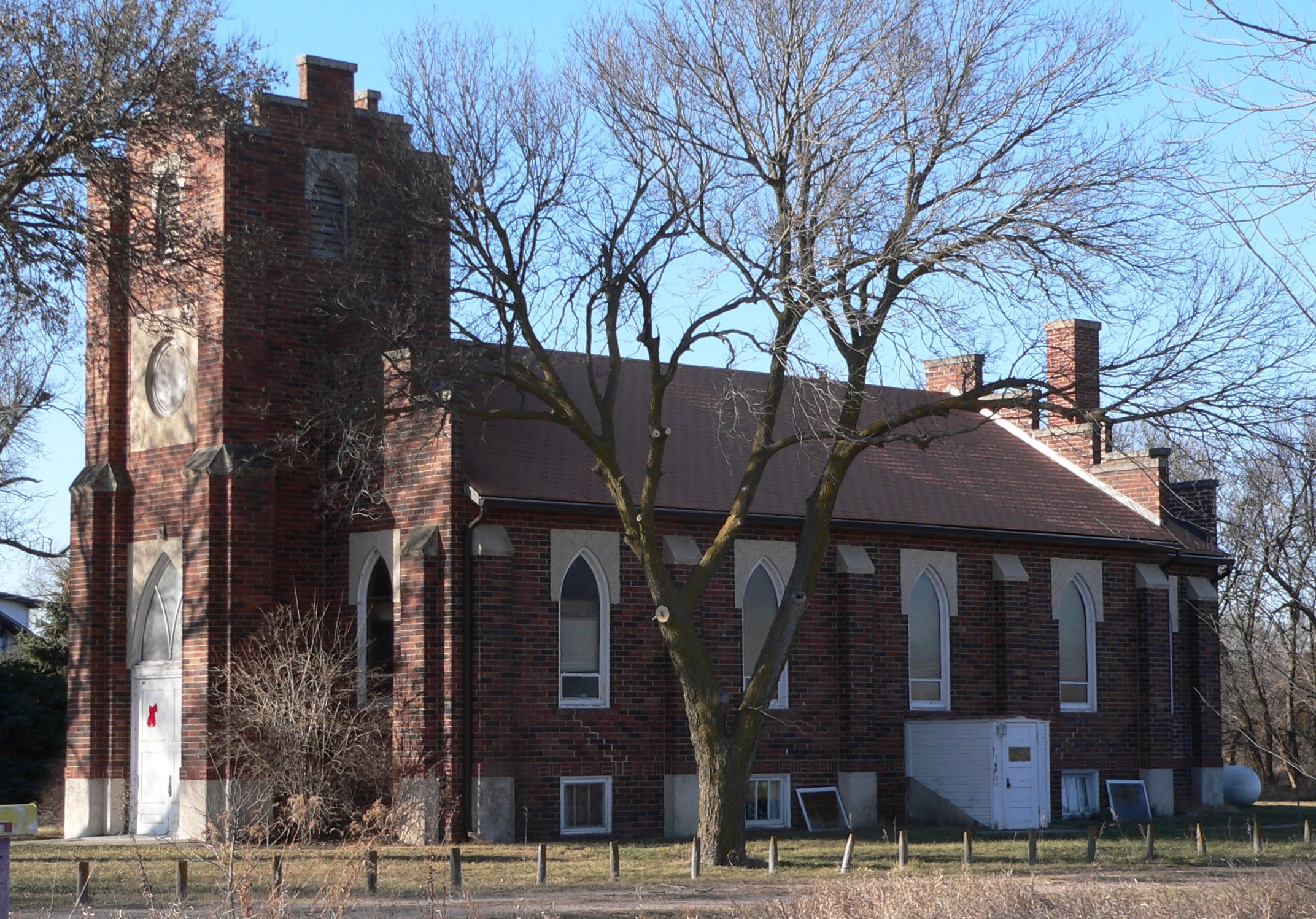
St. Peder's Dansk Evangelical Lutheran Kirke, gelistet im NRHP

Nach der Volkszählung im Jahr 2000 lebten im Howard County 6567 Menschen. Davon wohnten 42 Personen in Sammelunterkünften, die anderen Einwohner lebten in 2546 Haushalten und 1797 Familien. Die Bevölkerungsdichte betrug 4 Einwohner pro Quadratkilometer. Ethnisch betrachtet setzte sich die Bevölkerung zusammen aus 98,69 Prozent Weißen, 0,30 Prozent Afroamerikanern, 0,24 Prozent amerikanischen Ureinwohnern, 0,09 Prozent Asiaten, 0,03 Prozent Bewohnern aus dem pazifischen Inselraum und 0,32 Prozent aus anderen ethnischen Gruppen; 0,32 Prozent stammten von zwei oder mehr Ethnien ab. 1,01 Prozent der Bevölkerung waren spanischer oder lateinamerikanischer Abstammung.
Von den 2546 Haushalten hatten 33,8 Prozent Kinder und Jugendliche unter 18 Jahre, die bei ihnen lebten. 61,0 Prozent waren verheiratete, zusammenlebende Paare, 6,2 Prozent waren allein erziehende Mütter, 29,4 Prozent waren keine Familien, 26,0 Prozent waren Singlehaushalte und in 15,0 Prozent lebten Menschen im Alter von 65 Jahren oder darüber. Die Durchschnittshaushaltsgröße betrug 2,56 und die durchschnittliche Familiengröße lag bei 3,09 Personen.
Auf das gesamte County bezogen setzte sich die Bevölkerung zusammen aus 28,3 Prozent Einwohnern unter 18 Jahren, 6,6 Prozent zwischen 18 und 24 Jahren, 25,3 Prozent zwischen 25 und 44 Jahren, 22,6 Prozent zwischen 45 und 64 Jahren und 17,1 Prozent waren 65 Jahre alt oder darüber. Das Durchschnittsalter betrug 38 Jahre. Auf 100 weibliche Personen kamen 101,0 männliche Personen. Auf 100 Frauen im Alter von 18 Jahren oder darüber kamen statistisch 97,3 Männer.
Das jährliche Durchschnittseinkommen eines Haushalts betrug 33.305 USD, das Durchschnittseinkommen der Familien betrug 40.259 USD. Männer hatten ein Durchschnittseinkommen von 27.270 USD, Frauen 19.587 USD. Das Prokopfeinkommen betrug 15.535 USD. 8,5 Prozent der Familien und 11,7 Prozent der Bevölkerung lebten unterhalb der Armutsgrenze. Darunter waren 14,3 Prozent Kinder und Jugendliche unter 18 Jahren und 15,0 Prozent Personen ab 65 Jahren.

## Orte im County
- Boelus
- Cotesfield
- Cushing
- Dannebrog
- Dannevirke
- Elba
- Farwell
- Midway
- Nysted
- Saint Libory
- Saint Paul
- Wolbach